# سس اردک

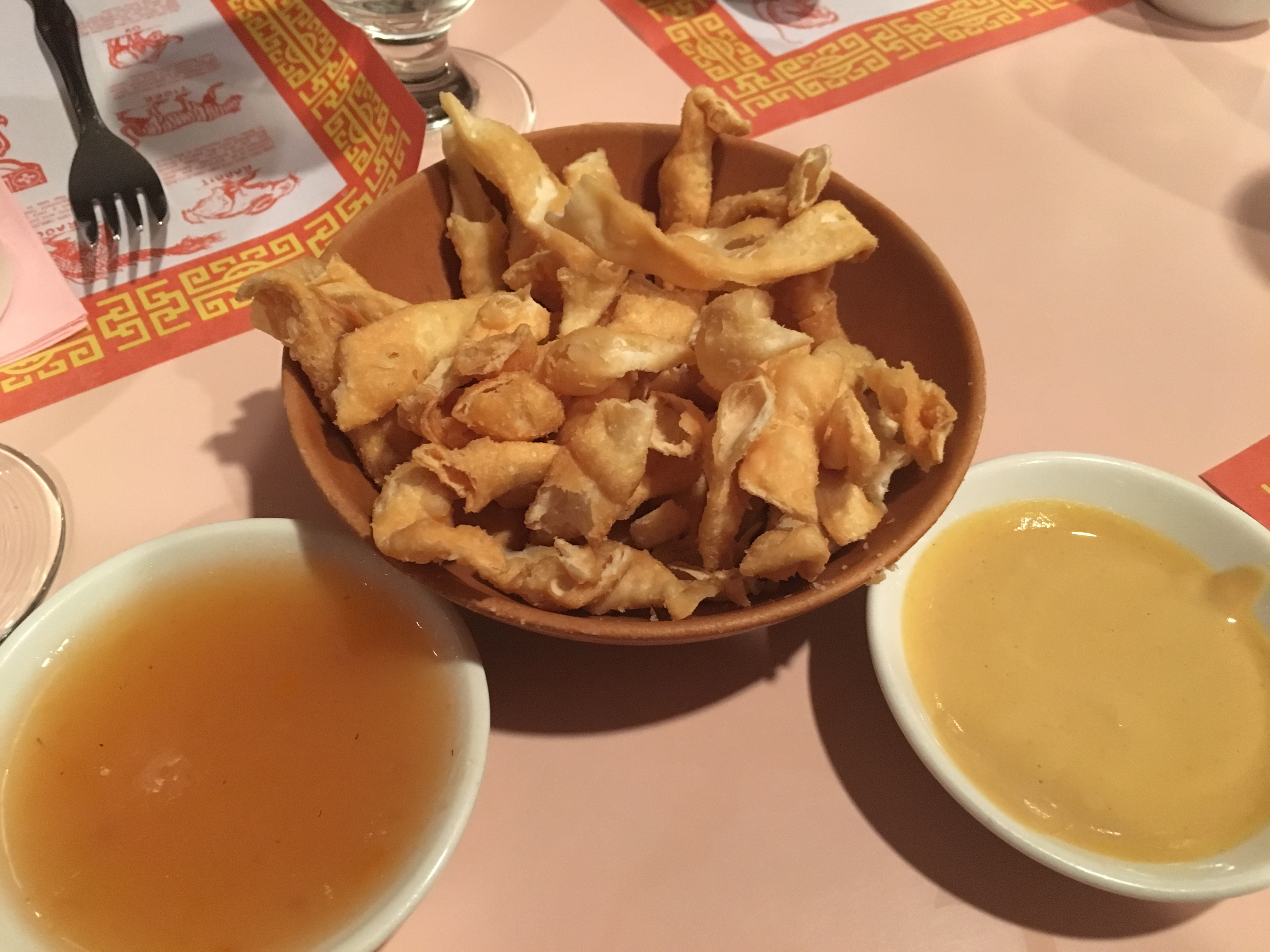
نوارهای Wonton با سس اردک و خردل داغ در یک رستوران چینی آمریکایی سرو می‌شود.

سس اردک (یا سس نارنجی) چاشنی با طعم ملس و ظاهر نارنجی شفاف شبیه به ژله نازک است. این غذا در رستوران‌های چینی آمریکایی ارائه می‌شود و به عنوان دیپ برای غذاهای سرخ‌شده مانند استریپ‌های ونتون، رول بهاری، رول تخم‌مرغ، اردک، مرغ، ماهی، یا با برنج یا نودل استفاده می‌شود. اغلب در بسته‌های تک وعده ای همراه با سس سویا، خردل، سس تند یا پودر فلفل قرمز ارائه می‌شود. می‌توان از آن به عنوان لعاب در غذاهایی مانند مرغ استفاده کرد. برخلاف نامش، سس با استفاده از گوشت اردک تهیه نمی‌شود. بلکه به این دلیل نامگذاری شده است که یک همراه معمولی برای غذاهای اردک به سبک چینی است.

## مواد اولیه
از آلو، زردآلو، آناناس یا هلو که به شکر، سرکه، زنجبیل و فلفل چیلی اضافه می‌شود، درست می‌شود. بیشتر در غذاهای سنتی چینی به شکل سس آلو استفاده می‌شود.

## نام
حدس زده می‌شود که نام «سس اردک» به این دلیل به وجود آمد که جد آن، سس تیانمیان، برای اولین بار با اردک پکن در چین سرو شد. هنگامی که چینی‌ها به ایالات متحده مهاجرت کردند، غذاهای چینی را ایجاد کردند که بیشتر برای کام آمریکایی‌ها جذاب بود و نوع شیرین تری از سس مورد استفاده در چین را تولید کردند.